# کیلیان لودویش
کیلیان لودویش (زاده ۵ مارس ۲۰۰۰) بازیکن فوتبال آلمانی است که به عنوان مدافع در بوندس‌لیگا اتریش و باشگاه ردبول زالتسبورگ بازی می‌کند.

## دوران باشگاهی
لودویش بازی خود را در باشگاه آربی لایپزیگ آغاز کرد و در ژوئن ۲۰۱۸ به ردبول زالتسبورگ پیوست و قراردادی چهار ساله امضا کرد. او ابتدا به صورت قرضی برای اف‌سی لیفرینگ بازی کرد. لودویش در ۹ ژانویه ۲۰۲۰، دوباره به صورت قرضی به بارنزلی پیوست. در ۵ اکتبر ۲۰۲۰، او تا پایان فصل به شالکه ۰۴ قرض داده شد.

## آمار بازی
تا تاریخ ۱ ژوئیه ۲۰۲۱
| باشگاه          | فصل     | لیگ             | لیگ  | لیگ | جام  | جام | لیگ کاپ | لیگ کاپ | جمع  | جمع |
| باشگاه          | فصل     | لیگ             | بازی | گل  | بازی | گل  | بازی    | گل      | بازی | گل  |
| --------------- | ------- | --------------- | ---- | --- | ---- | --- | ------- | ------- | ---- | --- |
| ردبول زالتسبورگ | ۲۰۱۸–۱۹ | بوندس‌لیگا اتریش | ۰    | ۰   | ۰    | ۰   | -       | -       | ۰    | ۰   |
| ردبول زالتسبورگ | ۲۰۱۹–۲۰ | بوندس‌لیگا اتریش | ۰    | ۰   | ۰    | ۰   | -       | -       | ۰    | ۰   |
| ردبول زالتسبورگ | جمع     | جمع             | ۰    | ۰   | ۰    | ۰   | -       | -       | ۰    | ۰   |
| اف‌سی لیفرینگ    | ۲۰۱۸–۱۹ | لیگ دوم اتریش   | ۱۸   | ۱   | -    | -   | -       | -       | ۱۸   | ۱   |
| اف‌سی لیفرینگ    | ۲۰۱۹–۲۰ | لیگ دوم اتریش   | ۱۰   | ۰   | -    | -   | -       | -       | ۱۰   | ۰   |
| اف‌سی لیفرینگ    | جمع     | جمع             | ۲۸   | ۱   | -    | -   | -       | -       | ۲۸   | ۱   |
| بارنزلی (قرضی)  | ۲۰۱۹–۲۰ | چمپیونشیپ       | ۱۸   | ۰   | ۰    | ۰   | ۰       | ۰       | ۱۸   | ۰   |
| بارنزلی (قرضی)  | ۲۰۲۰–۲۱ | چمپیونشیپ       | ۴    | ۰   | ۰    | ۰   | ۳       | ۰       | ۷    | ۰   |
| بارنزلی (قرضی)  | جمع     | جمع             | ۲۲   | ۰   | ۰    | ۰   | ۳       | ۰       | ۲۵   | ۰   |
| شالکه ۰۴ (قرضی) | ۲۰۲۰–۲۱ | بوندس‌لیگا       | ۶    | ۰   | ۲    | ۰   | -       | -       | ۸    | ۰   |
| مجموع           | مجموع   | مجموع           | ۵۶   | ۱   | ۲    | ۰   | ۳       | ۰       | ۶۱   | ۱   |